# بيتر بينيت
بيتر بينيت (بالإنجليزية: Peter Bennett)‏ (24 يونيو 1946 في المملكة المتحدة - 22 مارس 2024) هو لاعب كرة قدم بريطاني في مركز الهجوم. لعب مع نادي ليتون أورينت ووست هام يونايتد وسانت لويس ستارز.

## وصلات خارجية
- بيتر بينيت على موقع قاعدة بيانات كرة القدم.إي يو (الإنجليزية)